# الرابطة الفلبينية لكرة السلة
الرابطة الفلبينية لكرة السلة هو دوري كرة سلة للمحترفين في الفلبين تأسس في 1975 يلعب فيه 12 فريقاً. يعد فريق سان ميجيل بيرمن هو الأكثر تتويجا باللقب.

## أبرز الفرق
- سان ميجيل بيرمن

## وصلات خارجية
- الموقع الإلكتروني